# عضة الكلب (طب)
عضة الكلب هي عضة شخص أو حيوان آخر من قِبَل كلب، وغالبا ما تعتبر العضات المتتالية بمثابة هجوم من الكلب، ولا تؤدي غالبية عضات الكلاب إلى الإصابة أو التشوه أو العدوى أو العجز الدائم. وهناك نوع آخر من عضة الكلاب هو «العضة الناعمة» التي تفعلها الكلاب المدربة جيدا، وفي اللعب غير العدواني. وتشمل الحالات التي تحدث فيها عضات الكلاب مكافحة الكلاب، وسوء المعاملة، والكلاب المدربة التي تستخدم في الحراسة أو كحيوانات عسكرية.
وهناك جدل كبير حول ما إذا كان هناك سلالات معينة من الكلاب أكثر ميلا لارتكاب هجمات تسبب إصابات خطيرة (بمعنى أنها تكون مدفوعة بالغريزة والتربية التي تجعلها في ظل ظروف معينة تحاول ارتكاب هجمات خطيرة). وبغض النظر عن سلالة الكلاب، فمن المسلم به أن خطر هجمات الكلاب الخطيرة يمكن أن يزيد بشكل كبير من خلال الأعمال البشرية (مثل الإهمال أو التدريب على القتال) أو عدم النشاط (كالإهمال في الحبس).
وتؤثر عضات الكلاب الخطيرة على عشرات الملايين من الناس على مستوى العالم كل عام. وتشير التقديرات إلى أن 2 ٪ من سكان الولايات المتحدة، أي 4.5-4.7 مليون شخص، يتم عضها من قِبَل الكلاب كل عام. وتحدث معظم العضات للأطفال. وفي الثمانينيات والتسعينيات، بلغ متوسط عدد الوفيات في الولايات المتحدة 17 وفاة في العام، بينما ارتفع هذا العدد في عام 2000 إلى 26 حالة وفاة. و77 ٪ من عضات الكلاب هي من الحيوانات الأليفة للعائلة أو الأصدقاء، و50٪ من الهجمات تحدث على ممتلكات صاحب الكلب. وعضات الحيوانات، ومعظمها من الكلاب، هي السبب في 1٪ من الزيارات إلى قسم الطوارئ في الولايات المتحدة.

## الآثار الصحية

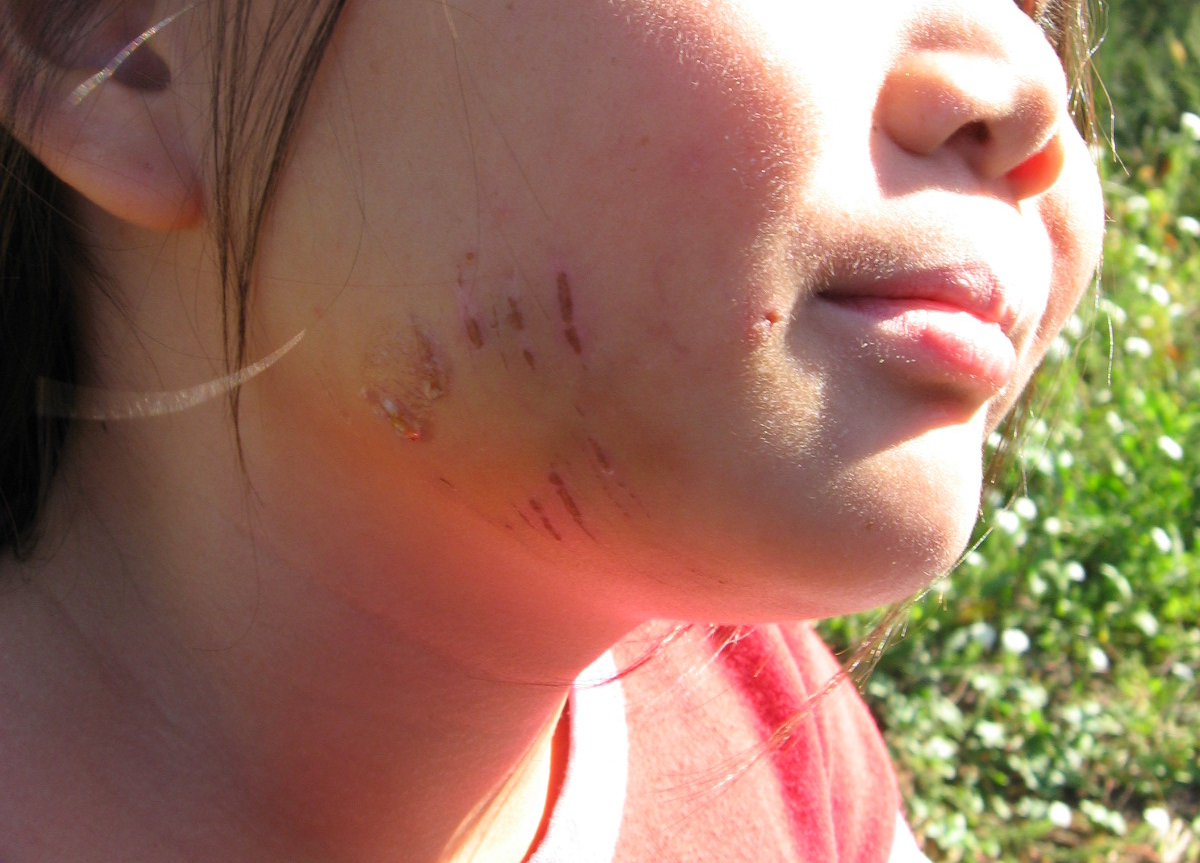
عضة كلب لطفلة

ينتج عن داء الكلب وفاة ما يقرب من 55,000 شخص في السنة، وتكون معظمها بسبب عضات الكلاب. ويمكن أن ينتقل سُّخامِيَّة عَضَّة الكَلب، ومكورات عنقودية ذهبية مقاومة للميثيسيلين، والكزاز من كلب إلى شخص عضه الكلب. كما أن بارجيايلا زوهيلكام هي عدوى ناشئة تنتقل عن طريق عضات الكلاب، ويمكن أن تؤدي إلى تجرثم الدم.

## الأسباب
هناك بعض الكلاب تعض حتى من دون استفزازها أو إثارتها.

### السلالات
يمكن لجميع سلالات الكلاب أن تعض، فالسلالة ليست مؤشرا دقيقا لما إذا كان الكلب سيعض أم لا. وتعرف سلالة البيتبول الأمريكية والروت وايلر على أنها أكثر السلالات التي تكون عضتها خطيرة، وقد يرجع ذلك إلى حجمها. وغالبا ما يمتلك تلك السلالات الأشخاص المتورطون في الجرائم.
ومن 2000 إلى 2009، تمت مقارنة تقارير وسائل الإعلام مع التقارير المتاحة من مسؤولي مراقبة الحيوانات. وقد تقرر أنه في عينة من 256 حالة وفاة ذات صلة بعضة الكلب، لم يتم تحديد السلالة بشكل صحيح إلا في 45 حالة، وتم توزيع الهجمات في تلك الحالات بين 20 سلالة مختلفة ومزيجين معروفين. وبالنسبة لمجموعة أخرى من 401 حالة وفاة ذات صلة بعضات الكلاب، اختلفت تقارير وسائل الإعلام عن بعضها بالنسبة لتحديد السلالات في 31٪ من الهجمات، كما أنتجت تقارير مسؤولي مراقبة الحيوانات خلاف على سلالة 40٪ من الهجمات.
وشاركت دراسة أجريت عام 2000 من قِبَل مراكز مكافحة الأمراض واتقائها بتقارير من 327 شخصا قُتِلوا من قِبَل كلاب «البيتبول» أو خليط منها في 76 حالة. والسلالة صاحبة أكبر ثاني عدد من الوفيات كانت سلالة روت ويلر والخليط منه مع 44 حالة وفاة. وأصدرت الجمعية الطبية البيطرية الأمريكية بيانا مفاده أن هذه الدراسة «لا يمكن استخدامها في استنتاج أي سلالة محددة صاحبة خطر أكبر في الوفيات الناجمة عن عضة الكلاب». ووجدت تلك الأرقام التي أبلغت عن بعض السلالات بأنها أكثر ميلا للعض أن تلك السلالات هي السبب في أكبر عدد من ضحايا عضات الكلاب.
ووجدت دراسة أجريت في عام 2015 في أيرلندا أن إصابات عضة الكلاب زادت بشكل كبير منذ إدخال تشريع يستهدف سلالات معينة من الكلاب، كما أشارت هذه الدراسة إلى أن استهداف سلالات الكلاب قد يسهم في الواقع في زيادة حالات دخول المشفى بسبب عضة الكلب، وذكرت الدراسة أنه نتيجة لاستهداف سلالات الكلاب، فإن الصور النمطية لخطورة سلالات معينة وبافتراض سلامة السلالات الأخرى قد يؤدي إلى تفاعل الناس بشكل غير صحيح مع الكلاب من كلتا الفئتين.

## الوقاية
تناولت الهيئات التشريعية المخاوف بشأن عضات الكلاب التي تشمل قوانين الترخيص، والقوانين التي تحظر المعارك المنظمة، وقوانين التقييد بالسلاسل. وتم سن تشريعات خاصة بالسلالة في بعض المناطق التي تحد من ملكية وأنشطة الكلاب التي يعتقد أنها أكثر ميلا للعض والهجوم. وعادةً ما يتم توجيه هذه اللوائح الخاصة بالسلالة نحو سلالات روت فيللر، والبيتبول الأمريكي، وكلب التشاو تشاو، وكلب الراعي الألماني، والدوبرمان، وهي سلالات تُعرف تقليديًا بأنها خطرة، أو تلك التي أظهرت ثغرات معينة للعدوان والسلوك العنيف. ومع ذلك، لا يوجد أي دليل على أن القوانين الخاصة بالسلالات تجعل المجتمعات أكثر أمانًا للناس أو الحيوانات المصاحبة.
ومن التدابير الأخرى لمنع عضات الكلاب لافتات «احذر من الكلب» ومرفقات الكلاب المغلقة. وغالبا ما يعارض أصحاب الكلاب اللوائح الوقائية في المحاكم يدّعون إما أن اللوائح لن تمنع العضات والهجمات و/أو حقوقهم خيث أنه يتم مضايقة أصحاب الكلاب.
ويحمي الفراء الكثيف الكلب إلى درجة ما من لدغة كلب آخر.
وقد تزيد الأنشطة البشرية من خطر الإصابة بعضة كلب وكذلك العمر، والطول، والحركة. ونشرت مراكز مكافحة الأمراض والرابطة الطبية البيطرية الأمريكية توصيات تشجع الأشخاص الموجودين بالقرب من الكلاب على:
- عدم الاقتراب من كلب غير مألوف.[24][25]
- عدم الركض من كلب.
- البقاء بلا حراك عند اقتراب كلب غير مألوف.
- حماية رأسك وأذنيك إذا ما وقعت.
- لا داعي للذعر أو إصدار أصواتًا عالية.
- الإبلاغ عن الكلاب التي تتصرف بشكل غريب.
- عدم إزعاج كلب يرعى صغاره.
- عدم تربية كلب غريب.
- عدم تشجيع الكلب على اللعب بعدوانية.
- عدم السماح للأطفال الصغار باللعب مع كلب دون إشراف.[25]
- تجنب الكلب إذا كان مريضا.
- تجنب إيقاظ الكلب - استدعاء الكلب باسمه.
- عدم استرجاع الأشياء من فم الكلب.
- تجنب التفاعل وجها لوجه مع الكلب.
- عدم إزعاج الكلب أثناء تناول الطعام.
- تقليل تفاعل الكلب مع الأطفال.[26]
- عدم محاولة التفريق بين كلاب تتقاتل.[27]

كما شمل جزء من الجهود المبذولة للحد من انتشار إصابات عضة الكلاب تمرير قوانين خاصة بالسلالة تهدف إلى الحد من ملكية سلالات الكلاب التي تعتبر أكثر ميلا للعض أو تسبب إصابات خطيرة في حالة العض، ويوجد جدل حول ما إذا كانت سلالات معينة من الكلاب أكثر ميلا للعض من غيرها. وعلى الرغم من أن بعض الأبحاث تشير إلى أن التشريعات الخاصة بالسلالات ليست فعالة بشكل كامل في منع عضات الكلاب، فإن الجهود المبذولة لإنشاء لوائح تحد من الكلاب مستمرة.

### سلوك الكلاب
نادرا ما تكون السلوكيات المفترسة هي سبب الهجوم على الإنسان عندما يكون الكلب وحيدا. ويكون العدوان المفترس أكثر شيوعًا كعامل مساهم على سبيل المثال في هجمات الكلاب المتعددة، وقد تنشأ «غريزة القتل» إذا كانت كلاب متعددة موجودة أثناء الهجوم.

## العلاج
يمكن تقليل خطر حدوث عدوى خطيرة بتنظيف الجرح والحصول على الرعاية الصحية المناسبة.
وفي بعض الأحيان، تتمكن وكالات مراقبة الحيوانات المحلية أو الشرطة المحلية من التقاط الحيوان وتحديد ما إذا كان مصابًا بداء الكلب أم لا. ومن المهم ملاحظة ما إذا كان الكلب مريضًا أو يتصرف بغرابة.

## وبائيات
يُصاب عشرات الملايين من الناس على مستوى العالم كل عام بعضات خطيرة من الكلاب. وتشير التقديرات إلى أن 1.5-2٪ من سكان الولايات المتحدة (أي من 4.5 إلى 7.4 مليون شخص) يتعرضون للعض من قبل الكلاب سنويًا، حيث عضت وقتلت كلاب البيتبول 21 شخصا خلال الثمانينيات، وتحدث معظم العضات للأطفال. وفي الثمانينيات والتسعينيات، بلغ متوسط عدد الوفيات في الولايات المتحدة 17 وفاة في العام، بينما ارتفع هذا العدد في عام 2000 إلى 26 حالة وفاة. و77٪ من عضات الكلاب هي من الحيوانات الأليفة للعائلة أو الأصدقاء، و50 ٪ من الهجمات تحدث لحماية ممتلكات صاحب الكلب. وعضات الحيوانات، ومعظمها من الكلاب، هي السبب في 1٪ من الزيارات إلى قسم الطوارئ في الولايات المتحدة. ويتم عض الأطفال الصغار من قِبَل الكلاب المألوفة أو العائلية خلال الأنشطة العادية. والشباب وكبار السن هم أكثر عرضة للعض من قِبَل الكلاب.
وغالبا ما يتم وصف أكثر الإصابات خطورة من الكلاب في وسائل الإعلام. وفي عام 2010، قُتل عدد من الناس بواسطة الكلاب أكبر من العدد الذي قتل بواسطة البرق. وقام الآلاف ممن تم عضهم من قِبَل الكلاب بزيارات قسم الطوارئ وتلقي العلاج.
وفي دراسة أجريت على 1616 هجوما للكلب تم علاجها من قِبَل موظفي قسم الطوارئ في مستشفى الرعاية الصحية التابع لأتلانتا، وُجِدَ أن 58٪ من جميع مرضى الأطفال الذين عضتهم الكلاب كانوا بحاجة إلى علاج للجلد و5.5٪ من جميع هؤلاء المعالَجين كانوا بحاجة إلى عملية لإجراء بعض الإصلاحات. وكان الأطفال الصغار جدا (الرضع) أكثر عرضة بستة أضعاف للعض من قِبَل حيوان أليف، وأكثر من ستة أضعاف احتمال إصابتهم بجروح في رقبتهم ورأسهم. و62٪ من الأطفال الذين تتراوح أعمارهم بين الخامسة والأصغر كانوا بحاجة إلى العلاج والإصلاح. وتلك الكلاب التي تم تحديدها على أنها من سلالة البيتبول كانت متورطة في 50٪ من العضات التي تحتاج إلى علاج جراحي في الأطفال. وكانت تلك الكلاب أكثر ميلا للعضات المتعددة في مناطق مختلفة من جسم الأطفال.

### النمسا
تتم معالجة حوالي 5,900 نمساويًا سنويًا بعد تعرضهم لعض الكلاب، وخُمس المصابين هم من الأطفال.

### الولايات المتحدة
في الولايات المتحدة، يتم عض ما يقرب من 4.5 مليون شخص من قِبَل الكلاب كل عام. وتتعرض ما يقرب من عشرين في المئة من عضات الكلاب للعدوى.

## الثقافة والمجتمع

### قضايا قانونية
قد يكون أصحاب الكلاب مسؤولين قانوينا عن العضات والإصابات التي يسببها كلبهم للناس أو الكلاب الأخرى. وبالإضافة إلى ذلك، أصدرت الولايات والحكومات المحلية قوانين وأوامر تسمح للحكومة باتخاذ إجراءات ضد الكلاب التي تعتبر خطيرة. وفي بعض الحالات، قد يتم مقاضاة مالك الكلب جنائيًا بسبب هجوم كلب على شخص آخر. وعادة ما توفر سياسات التأمين الخاصة بالمالك بعض الحماية من المسؤولية لكلب الشخص حامل الوثيقة الذي يعض شخصا ما.
وتعترف جميع الدول بأن صاحب الكلب قد يكون مسؤولا عن عضات الكلاب. واعتمادا على الدولة، سوف تختلف القواعد الخاصة في مسؤولية صاحب الكلب عن العضة. وتقع نماذج المسؤولية عن عضات الكلاب في ثلاث فئات عامة:
- القانون العام: وفيه يمكن أن يكون مالك الكلب مسؤولاً عن الإصابة التي يسببها الكلب الذي يعرف المالك أنه قد يكون خطرًا. وقد اعترفت العديد من هيئات القانون العام تاريخيا بقاعدة «العضة الواحدة»، بمعنى أنه في حالة غياب المعلومات التي توحي بأن الكلب قد يكون خطرا على الآخرين، لا يمكن تحميل مالك الكلب المسؤولية عن أول إصابة عضة يسببها كلبه.
- المسؤولية الصارمة: الدول التي تفرض مسؤولية صارمة تجعل مالك الكلب مسؤولاً عن الإصابات التي يسببها الكلب دون مزيد من النظر في الوقائع. وقد تتطلب قوانين المسؤولية الصارمة أن الشخص الذي يسعى للحصول على تعويضات عضة الكلب يثبت أنه كان يتصرف بسلام وبشكل قانوني في وقت العضة. وقد يعترف القانون أيضًا بمجموعة محدودة من الدفوع للمسئولية، مثل استطاعة إثبات صاحب الكلب أن الشخص المصاب قد تعدى على الكلب في وقت الإصابة أو كان قد تورط في سلوك أثار الهجوم.
- قانون مختلط: تتخذ العديد من الدول نهجًا مختلطًا، حيث يتم تمرير القوانين التي تستند إلى القانون العام مع إضافة عناصر إضافية يجب إثباتها لإصابة عضة الكلب لنجاح دعوى الإصابة، أو توفير دفاعات غير متوفرة في القانون العام.

وتشمل الدول التي سنت تشريعات تحدد المسؤولية ميشيغان، ورود ايلاند، وفلوريدا، وكاليفورنيا، وتكساس. وينص قانون عضة الكلب في كونيتيكت على المسئولية الصارمة في معظم الحالات مع مراعاة الاستثناءات إذا كان الشخص الذي عضه الكلب قد تعرض للتعدي أو تورط في ضرر أو كان يضايق أو يسيء إلى أو يعذب الكلب.
وفي العصر الحديث، لم تكن الولايات المتحدة متقبلة لفكرة أن الكلب نفسه يمكن أن يكون مسؤولاً جنائيًا. وأوضحت محكمة في ولاية كاليفورنيا أن القانون لا يعترف بأن الكلاب لديها من الحالة العقلية ما يمكنها من أن تتحمل المسؤولية الجنائية. وعلى الرغم من أن الكلاب والحيوانات الأخرى قد تكون لديها القدرة على ارتكاب أعمال شريرة وعنيفة، إلا أنها لا تمتلك القدرة القانونية على ارتكاب الجرائم.

## روابط خارجية
- NCIPC bibliography of articles on dog bites
- CDC Dog Bite Factsheet